# 伊萬尼夫卡 (霍羅多克市鎮)
49°16′30″N 26°42′20″E / 49.27500°N 26.70556°E
伊萬尼夫卡（烏克蘭語：Іванівка）是位於烏克蘭西部的村莊，由赫梅利尼茨基州裡赫梅利尼茨基區的霍羅多克市鎮負責管轄。該村始建於1882年，面積2平方公里，海拔高度299米，2001年人口29，人口密度每平方公里14.5人。